# Cristina dos Países Baixos
Maria Cristina (Palácio Soestdijk, 18 de fevereiro de 1947 - 16 de agosto de 2019), foi a filha mais nova da rainha Juliana e de seu príncipe consorte Bernardo de Lipa-Biesterfeld.
Cristina, então conhecida como "Princesa Marijke" nasceu em 18 de fevereiro de 1947, no Palácio Soestdijk, Baarn, Países Baixos. Sua mãe era a princesa Juliana, princesa de Orange, filha única e herdeira da rainha Guilhermina dos Países Baixos e seu falecido marido o duque Henrique de Mecklemburgo-Schwerin. Na época de seu nascimento, ela foi a quinta na linha de sucessão à sua avó, a rainha Guilhermina. Seu pai era o príncipe Bernardo de Lipa-Biesterfeld, filho do príncipe Bernardo de Lipa e de sua esposa, a baronesa Armgard von Cramm.
Christina foi o caçula de quatro irmãs, as princesas Beatriz, Irene e Margarida.
Seus padrinhos foram: rainha Guilhermina (avó materna), a princesa Beatriz (irmã mais velha), Winston Churchill, princesa Armgard (sua avó paterna), príncipe Félix do Luxemburgo e sua sobrinha princesa Ana de Bourbon-Parma.[carece de fontes?]
Foi tia do atual rei dos Países Baixos, Guilherme Alexandre (filho de sua irmã Beatriz), e do atual Duque de Parma, o príncipe Carlos Xavier (filho de sua irmã Irene).
Em 28 de junho de 1975, Cristina casou com o plebeu Jorge Pérez y Guillermo. Após a cerimônia na igreja teve lugar no Catedral Utrecht. Com este casamento sem a aprovação da rainha Juliana, a princesa Cristina perdeu seu direito ao trono. De sua união nasceram três filhos:
- Bernardo Federico Guillermo Tomá (21 de junho 1977, Utrecht)
  - Isabel Christina (13 de abril de 2009)
  - Julián Guillermo Jorge (21 de setembro de 2011)
- Nicolás Daniel Mauricio Guillermo (6 de julho de 1979, Utrecht)
- Juliana Antonia Edenia Guillermo (8 de outubro de 1981, Utrecht).

## Títulos e estilos
- 18 de fevereiro de 1947 - 16 de agosto de 2019: "Sua Alteza Real Princesa Cristina dos Países Baixos, Princesa de Orange-Nassau, Princesa de Lipa-Biesterfeld"